# Trayvon Robinson
Trayvon Andrew Dwayne Robinson (né le 1er septembre 1987 à Los Angeles, Californie, États-Unis) est un joueur de champ extérieur des Ligues majeures de baseball jouant pour les Orioles de Baltimore.

## Carrière
Trayvon Robinson est drafté en 10e ronde par les Dodgers de Los Angeles en 2005.
Après avoir amorcé sa carrière professionnelle en ligues mineures dans l'organisation des Dodgers, Robinson passe aux Mariners de Seattle le 31 juillet 2011 au cours d'une transaction à trois clubs qui voit le lanceur Érik Bédard être transféré de Seattle vers Boston.
Trayvon Robinson fait ses débuts dans le baseball majeur pour les Mariners le 5 août 2011. Il obtient dans ce match son premier coup sûr au plus haut niveau, face au lanceur Jered Weaver des Angels. Le lendemain, il réussit son premier coup de circuit, aux dépens de Tyler Chatwood des Angels.
Le 20 novembre 2012, Robinson est échangé aux Orioles de Baltimore contre Robert Andino.